# 安部俊吾
安部 俊吾（あべ しゅんご、1884年（明治17年）11月23日 - 1970年（昭和45年）2月3日）は、大正から昭和期の実業家、政治家。衆議院議員（2期）。位階は正五位。

## 経歴
宮城県桃生郡野蒜村山の坊（鳴瀬町を経て現東松島市）で生まれる。早稲田大学専門部政治経済科を卒業。19歳で渡米し、苦学してシカゴ大学大学院政治科、同法科などで学び、1912年（明治45年）ホイトン大学文科を卒業した。在米中は、南加州日本人会長、中央ロスアンゼルス日本人会長、商工会議所会頭などを務め、日米親善、在留邦人人権擁護などに尽力した。
帰国後、塩釜市行政顧問、宮城県地方労働委員（中立代表）、徳海屋（株）支配人、不二貿易取締役社長などを務めた。
1946年（昭和21年）4月、第22回衆議院議員総選挙に宮城県全県区から立候補して初当選。1947年（昭和22年）4月、第23回総選挙で宮城県第1区から日本自由党公認で立候補したが落選。1949年（昭和24年）1月、第24回総選挙で民主自由党公認で立候補して再選され、衆議院議員に通算2期在任した。この間、衆議院法務委員長などを務めた。以後、第25回、第26回総選挙に連続して立候補したが、いずれも落選した。
その後、仙台商工信用組合組合長、宮城信用組合協会長、全国信用組合連合会理事、同組合中央協会監事などを務めた。
1970年（昭和45年）2月3日、心不全のため、東京都大田区の自宅で死去した。85歳没。同月10日、特旨を以て位記を追賜され、死没日付をもって正五位勲三等に叙され、旭日中綬章を追贈された。